# Outrijve
Outrijve ist ein Ortsteil der belgischen Gemeinde Avelgem in der Region Flandern. Der Ort hat 1154 Einwohner (Stand 1. Januar 2006) und eine Fläche von 3,24 km². Die Postleitzahl lautet 8582 und die Telefonvorwahl 056.
Ourtrijve liegt 3 Kilometer (km) südwestlich der Ortschaft Avelgem, dem Hauptort der Gemeinde, 14 km südöstlich von Kortrijk, 12 km westlich von Ronse, 38 km südwestlich von Gent und 65 km westlich von Brüssel.

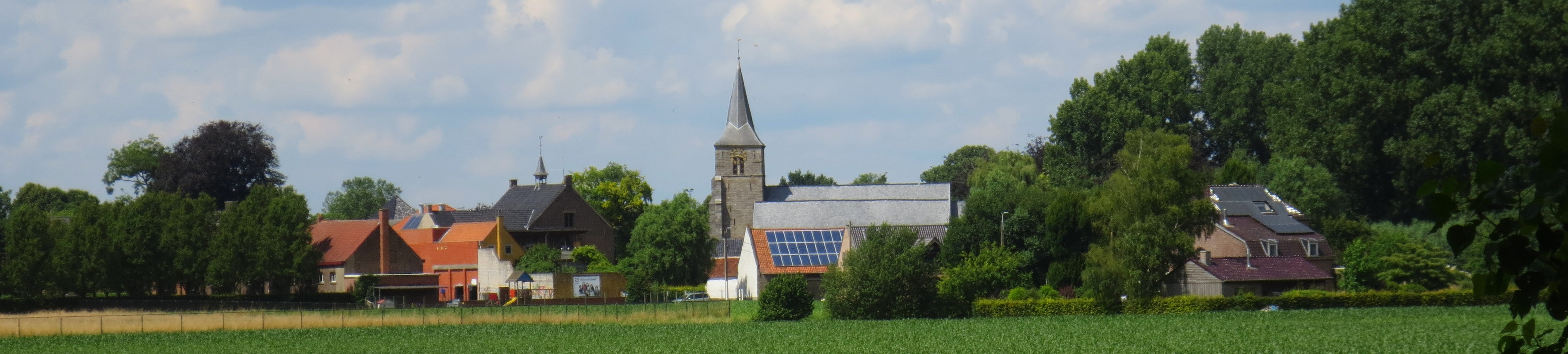
Ortsansicht (2016)